# Приобська сільська рада
Прио́бська сільська рада (рос. Приобский сельский совет) — сільське поселення у складі Бистроістоцького району Алтайського краю Росії.
Адміністративний центр — село Приобське.

## Населення
Населення — 749 осіб (2019; 858 в 2010, 1067 у 2002).